# Ерика Јардер
Ерика Јардер (швед. Erica May-Lynn Jarder; Теби, 2. април 1986) је шведска атлетичарка, специјалиста за скок удаљ. Тренер јој је Данац Андер Мелер. Живи и тренира у Копенхагену.
Као победница омладинског првенства квалификовала се Европско првенство  2007. У−23 у Дебрецину. Године 2011. Учествује на Летњој универзијади у Шенџену. Почетком 2013, личним рекордом освојила је бронзану медаљу на Европском првенству у дворани у Гетеборгу. 
На Европском првенству 2012. такмичила се као друга измена шведске штафете 4 х 100 метара, која је дисквалификована у квалификацијама и елиминисана из даљег такмичења.
Победила је 8 пута на првенству Шведске. Поред 4 у скоку даљ била је прва и 2 пута у троскоку и по једном на 60 и 100 метара.
На Светском првенству у дворани 2014. у Сопоту била је 8. у финалу.

## Значајнији резултати
| Година | Такмичење                             | Место                | Пласман | Резултат м | Детаљи                                  |
| ------ | ------------------------------------- | -------------------- | ------- | ---------- | --------------------------------------- |
| 2007   | Европско првенство У−23               | Дебрецин, Мађарска   | 18.     | 5,97       |                                         |
| 2010   | Прва лига Европског екипног првенства | Будимпешта, Мађарска | 5.      | 6,11       |                                         |
| 2011   | Универзијада                          | Шенџен, Кина         | 13.     | 6,14       |                                         |
| 2013   | Европско првенство у дворани          | Гетеборг, Шведска    |         | 6,71 ЛР    |                                         |
| 2013   | Прва лига Европског екипног првенства | Даблин, Ирска        | 2.      | 6,22       |                                         |
| 2013   | Светско првенство на отвореном        | Москва, Русија       | 10      | 6,47       | Архивирано на веб-сајту (27. март 2019) |
| 2014.  | Светско првенство у дворани           | Сопот, Пољска        | 8       | 6,36       |                                         |
| 2014.  | Европско првенство                    | Цирих, Швајцарска    | 8.      | 6,39       |                                         |
| 2015   | Европско првенство у дворани          | Праг. Чешка          | 11.     | 6,49       |                                         |
| 2015   | Светско првенство                     | Пекинг, Кина         | 12.     | 6,48       |                                         |
| 2016.  | Европско првенство                    | Амстердам, Холандија | 18.     | 6,33 в     |                                         |

## Лични рекорди
| Дисциплина             | Резултат | Датум           | Место             |
| ---------------------- | -------- | --------------- | ----------------- |
| Скок удаљ на отвореном | 6,70     | 27. август 2015 | Доха, Катар       |
| Скок удаљ у дворани    | 6,71     | 2. март 2013    | Гетеборг, Шведска |